# Joachim Nagel
Joachim Nagel (Karlsruhe, 31 de mayo de 1966) es un economista y banquero alemán. Es el actual presidente del Bundesbank desde el 2022.

## Trayectoria
Después de obtener su Abitur en el Otto-Hahn-Gymnasium de Karlsruhe, Nagel estudió economía en el Instituto Tecnológico de Karlsruhe. Después de graduarse en 1991, trabajó allí como asistente de investigación y luego como consultor de política económica y financiera para el Partido Socialdemócrata (SPD) en Bonn, de marzo a octubre de 1994. Miembro del SPD.
El 1 de noviembre de 2016 pasó a ser director general del grupo bancario Kreditanstalt für Wiederaufbau. De 2017 a 2020, el Sr. Nagel formó parte del consejo de administración del grupo bancario KfW, donde fue responsable de las actividades internacionales. Al mismo tiempo, fue presidente del consejo de supervisión del KfW IPEX-Bank y primer vicepresidente del consejo de supervisión de DEG Deutsche Investitions- und Entwicklungsgesellschaft. De 2018 a 2020 también fue miembro del consejo de supervisión de la Deutsche Börse. El 1 de noviembre de 2020, Nagel se convirtió en miembro de la dirección del Banco de Pagos Internacionales como subdirector de la unidad bancaria. 
Joachim Nagel es conocido por sus posiciones ordoliberales.